# Amtsgericht Sulzbach/Saar

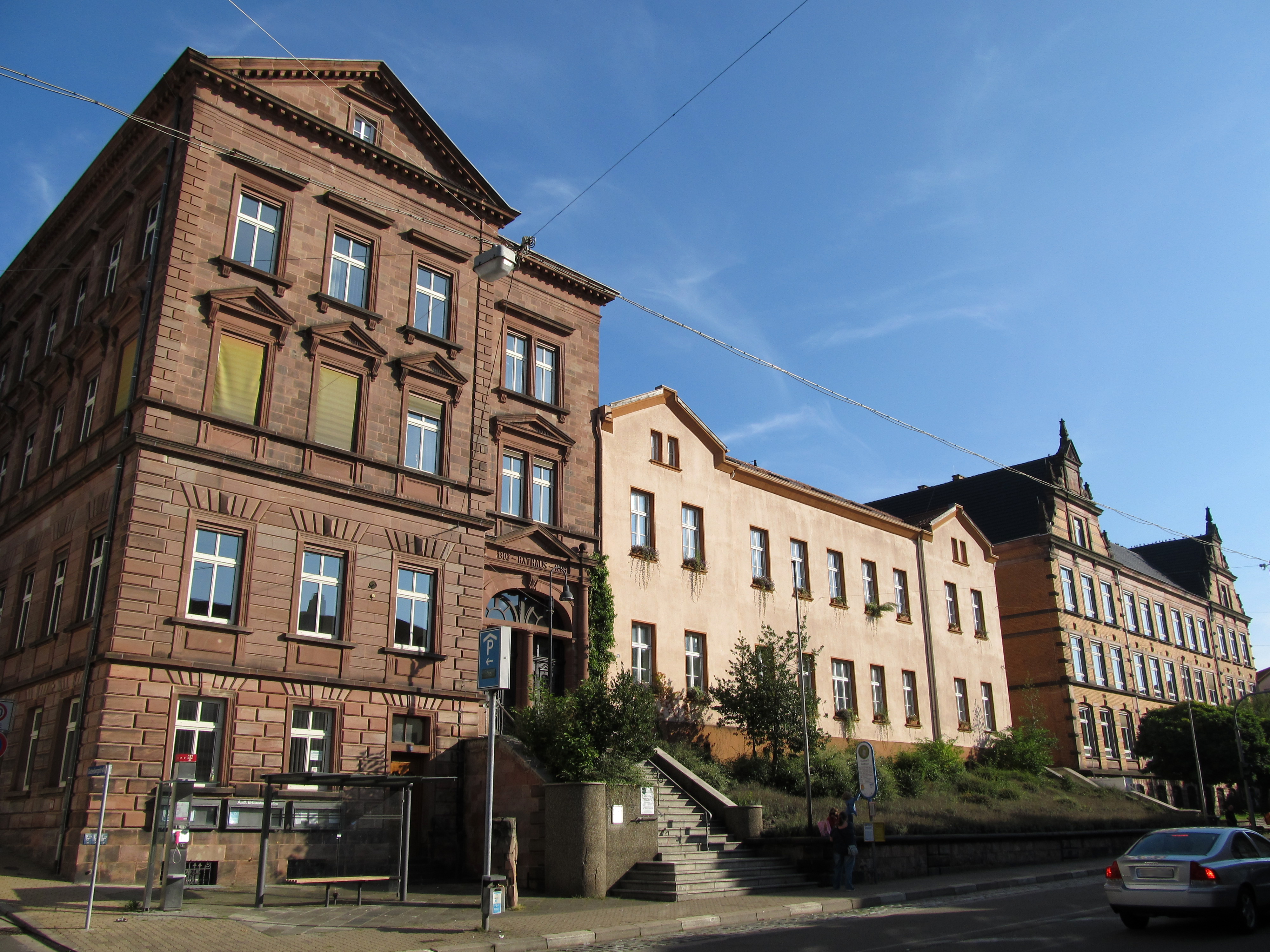
Rathaus, Sitz des Gerichtes bis 1913

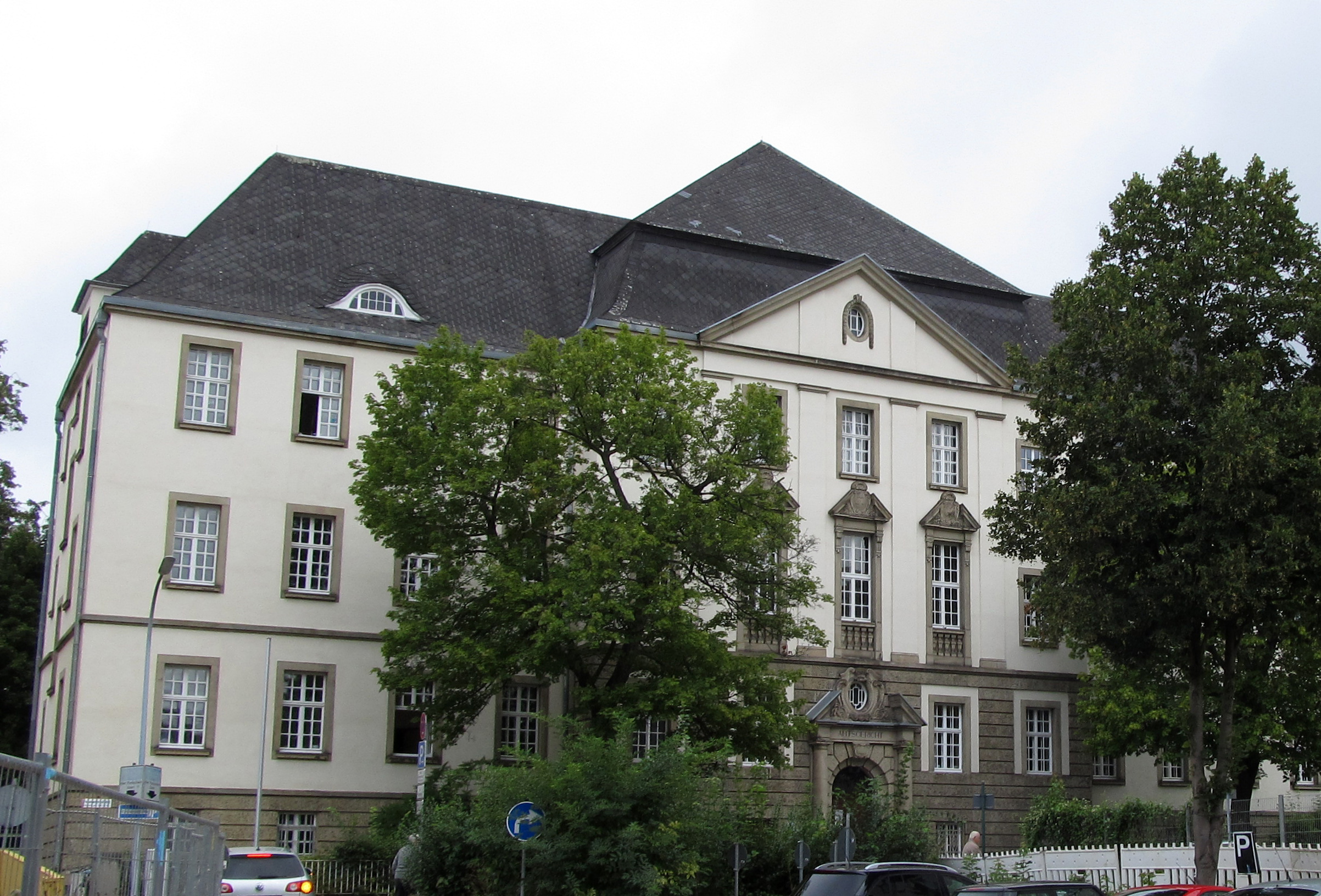
Amtsgerichtsgebäude seit 1913

Das Amtsgericht Sulzbach/Saar war ein deutsches Amtsgericht mit Sitz in Sulzbach/Saar.

## Geschichte
Seit der Franzosenzeit bestand in Sulzbach das Friedensgericht Sulzbach als Eingangsgericht. Im Rahmen der Reichsjustizgesetze wurden 1879 einheitlich im Reich Amtsgerichte, darunter das königlich preußische Amtsgericht Sulzbach als eines von 14 Amtsgerichten im Bezirk des Landgerichtes Saarbrücken im Bezirk des Oberlandesgerichtes Köln gebildet. Der Sitz des Gerichts war die Stadt Sulzbach/Saar. Sein Gerichtsbezirk umfasste die Bürgermeistereien Friedrichsthal, Heusweiler und Sulzbach aus dem Landkreis Saarbrücken.
Am Gericht bestand 1880 eine Richterstelle. Das Amtsgericht war damit ein kleines Amtsgericht im Landgerichtsbezirk. Mit der Abtrennung des Saargebietes vom Deutschen Reich im Jahr 1918 blieb das Amtsgericht Sulzbach als eines von nun 13 Amtsgerichten des Landgerichts Saarbrücken erhalten, siehe Gerichtsorganisation im Saargebiet. Das ehemalige Amtsgericht ist heute Zweigstelle des Amtsgerichts Saarbrücken mit der Spezialisierung als Insolvenzgericht Sulzbach.

## Gerichtsgebäude
Als Gerichtsgebäude wurde zunächst das heutige Rathaus (Sulzbachtalstraße 81) genutzt. Das nachmalige Gerichtsgebäude (heutige Adresse: Vopeliusstraße 2) wurde vor 1913 errichtet. Beide Gebäude stehen unter Denkmalschutz.